# 정일훈 (게임 해설가)
정일훈(1969년 5월 7일 ~ )은 대한민국 최초의 게임 캐스터이다. 고려대학교를 졸업하였고, iTV 아나운서 시절엔 《생방송 모닝데이트》 MC를 맡았으며, iTV 퇴사 후 1999년 10월 2일부터 스타리그의 캐스터를 맡았다가, 2002년 3월 29일에 스타리그 캐스터를 전용준에게 넘겨주고 나서 게임 기획사 대표를 지냈다. 그 후 2016년부터 현재까지 중앙미디어네트워크에서 제작한 콘텐츠를 유통하는 JTBC콘텐트허브에 재직 중이다. 조카는 SBS 아나운서 장예원, 前 MBC 스포츠플러스 출신 방송인 장예인이다.

## 경력
- 1995~1997 동아TV 아나운서
- 1997~1999 iTV 아나운서
- 1999.10~2002.02 온게임넷 스타리그 캐스터

(1999.10~2001.07까지는 스타리그가 만화 채널인 투니버스에서 방송)
- 2002~2005 워크래프트 3 리그 캐스터
- 2005~2006 카운터 스트라이크 리그 캐스터
- 2006~2007 CJ 슈퍼파이트 캐스터
- 2008~2009 곰TV 클래식 캐스터
- 2009 곰TV 월드와이드 인비테이셔널(GWI) 워크래프트 3 캐스터
- 2016~2020 JTBC콘텐트허브 콘텐트사업1팀장 겸 엔터테인먼트사업팀장
- 2020~현재 디스커버리 채널 코리아 대표이사

| 전임 초대 | 제1대 온게임넷 스타리그 메인 캐스터 1999년 10월 2일 ~ 2002년 3월 28일 | 후임 전용준 |